# 石橋侑磨
石橋 侑磨（いしばし ゆうま、1999年10月21日 - ）は日本のプロバスケットボール選手である。ポジションはシューティングガード。

## 来歴
福岡県生まれ。柳川高等学校を経て東海大学九州へ進学し、在学中の2019年、男子U20日本代表候補に選出された。
2021年12月27日、石井智大とともにライジングゼファーフクオカと特別指定選手契約を締結。
2022年5月27日、福岡と新規選手契約を締結。レギュラーシーズン40回に出場し（うちスターター4回）、総プレイタイム368分59秒（平均9分13秒）。スリーポイントシュートを得意とし、2.6PPGを挙げた。
2023年6月12日、熊本ヴォルターズへ移籍。レギュラーシーズン55回出場、総プレイタイム885分28秒(平均16分5秒）と出場機会をつかみ、攻撃精度も向上して5.3PPGを挙げる活躍を見せたほか、キャリア初となるプレーオフ出場経験を得た。プレーオフは全試合出場し、プレイタイム26分51秒（平均13分25秒）、2.5PPG。
2024年7月5日、仙台89ERSへ移籍。

## 経歴
柳川高等学校 - 東海大学九州 - ライジングゼファーフクオカ(特別指定選手、2021-22) - ライジングゼファーフクオカ(2022-23) - 熊本ヴォルターズ(2023-24) - 仙台89ERS(2024-2025)

## 記録
| シーズン     | チーム     | GP | SP | MPG  | FG%  | 3P%  | FT%   | RPG | APG | SPG | BPG | TO  | PPG |
| ------------ | ---------- | -- | -- | ---- | ---- | ---- | ----- | --- | --- | --- | --- | --- | --- |
| B2 2021-22   | 福岡(特指) | 15 | 14 | 21.3 | .325 | .352 | 1.000 | 2.3 | 0.9 | 0.7 | 0.1 | 0.5 | 4.7 |
| B2 2022-23   | 福岡       | 40 | 4  | 9.1  | .277 | .276 | .444  | 0.7 | 0.3 | 0.2 | 0.1 | 0.3 | 2.6 |
| B2 2023-24   | 熊本       | 55 | 0  | 16.1 | .374 | .347 | .714  | 1.4 | 0.5 | 0.4 | 0.0 | 0.2 | 5.3 |
| B2 2023-24PO | 熊本       | 2  | 0  | 13.3 | .333 | .250 | .000  | 1.0 | 0.0 | 0.6 | 0.0 | 0.0 | 2.5 |